# Stinkrödling
Stinkrödling (Entoloma politum) är en svampart som först beskrevs av Christiaan Hendrik Persoon, och fick sitt nu gällande namn av Donk 1979. Entoloma politum ingår i släktet Entoloma och familjen Entolomataceae.  Arten är reproducerande i Sverige. Inga underarter finns listade i Catalogue of Life.
I den svenska databasen Dyntaxa används istället namnet Entoloma nidorosum för samma taxon.  Arten är reproducerande i Sverige.